# Lenox (Iowa)
Lenox è una città degli Stati Uniti d'America, situata nello Stato dell'Iowa, nella contea di Taylor e in parte nella contea di Adams.